# Subprefectura de M'Boi Mirim
La subprefectura de M'Boi Mirim es una de las 32 subprefecturas de la ciudad de São Paulo, siendo regida por la Ley Nº 13,999 del 1 de agosto del 2002.
Está conformada por dos distritos: Jardim Ângela y Jardim São Luís que sumados representan un área de 62.1 kilómetros cuadrados y una población de 553 384 habitantes.

## Historia
La primera ocupación de la zona ocurrió en 1607 siendo las primeras instalaciones el Engenho de Nossa Senhora da Assunção de Ibirapuera y la primera extracción de mineral de hierro de América del Sur, concluida 20 años después de su construcción.
Después de eso, la región de M'Boi Mirim fue olvidada durante casi 200 años, teniendo su segundo proceso de ocupación sólo en 1829, debido a la llegada de Pedro I que trajo consigo 129 inmigrantes alemanes para ocupar M'Boi Mirim durante el período colonial. Lo que impulsó la actividad económica de la región fue el hecho de que Santo Amaro (la antigua aldea de M'Boi Mirim) fuera elevada a la categoría de municipio y, como resultado, produjera productos como patatas, maíz, carne y otros. En 1886, esto hizo posible la construcción de la primera línea de tranvías a vapor entre las dos ciudades.
En 1934, con la inauguración del aeropuerto de Congonhas, el gobierno del estado ordenó la extinción de M'Boi Mirim. Sin embargo, en la década de 1950, varias granjas y ranchos empezaron a disgregarse, y en la zona sur surgieron aldeas, viviendas y fábricas. Todo esto ocurrió lentamente hasta la década de 1960, cuando la zona empezó a crecer de forma desorganizada.